# Jeff Jarvis
Jeff Jarvis (nascut el 15 de juliol de 1954) és un periodista i professor estatunidenc. És crític de televisió per a TV Guide i la revista People, el creador de la revista Entertainment Weekly, editor del diari Sunday i editor associat de la New York Daily News, i columnista al San Francisco Examiner.

## Carrera
Fins fa poc va ser president i director creatiu de Advance Internet, la part on-line d'Advance Publications. Actualment, Jarvis és consultor d'Advance Internet. També ha estat assessor per al New York Times Company a [About.com], on va treballar en el desenvolupament de continguts i l'estratègia. El 2006 es va convertir en professor adjunt de Postgrau de l'Escola de Periodisme a la Universitat de Nova York. Té una columna quinzenal al suplement MediaGuardian del diari britànic The Guardian.
El 1974 Jarvis era estudiant a l'Escola Medill de Periodisme a la Universitat Northwestern, quan va ser contractat pel Chicago Tribune. Jarvis comença la seva carrera en el periodisme escrit per al Herald-Registre d'Addison, un diari setmanal, en l'any 1972.
Va ser un dels primers a informar sobre les conseqüències dels atacs al World Trade Center, l'onze de setembre del 2001. En lloc de marxar, va decidir quedar-se i parlar amb els supervivents. L'experiència va ser el que va impulsar a la seva nova "carrera"com a blogger.
Jarvis és també el creador del popular weblog Buzzmachine, que segueix l'evolució dels nous mitjans i cròniques d'algunes de les obsessions personals de l'autor. Va guanyar notorietat nacional quan va escriure sobre les seves experiències negatives en el tracte amb el sistema d'atenció al client al lloc web de Dell Computer.
Jeff Jarvis va escriure el llibre What Would Google Do? el 2009. Al llibre analitza com les empreses poden tenir èxit com Google, i parla de com Google i altres llocs, com ara Facebook, Craigslist, la Viquipèdia i Digg, han canviat el model de negoci. Dona consells sobre com les empreses poden copiar l'èxit de Google, i com altres empreses d'èxit ja ho han fet, com Dell i Apple.

## Política
Jarvis es descriu com "un liberal: a l'esquerra recolzada centrista". Afirma haver votat a favor dels demòcrates en la majoria de les eleccions als EUA. No obstant això, diu que no sempre està d'acord amb alguns d'ells. Jarvis diu que és per què li agrada tant la blogosfera:. Perquè li permet parlar amb la gent sobre les opinions que s'alineen amb els seus punts de vista.

## Vida personal
El dilluns 10 d'agost de 2009 Jarvis va anunciar al seu blog que se li havia diagnosticat càncer de pròstata. El càncer va ser detectat en una etapa primerenca i va ser tractat posteriorment amb cirurgia robòtica. Es va curar del càncer i no va perdre altres òrgans.

## Publicacions
- What Would Google Do?, New York: Collins Business 2009, 272 pàgines, ISBN 0061709719.
- Public Parts: How Sharing in the Digital Age Improves the Way We Work and Live (2011)
- Gutenberg the Geek (2012)
- Geeks Bearing Gifts (2014)